# 蒙塔马尔塔
蒙塔马尔塔，是西班牙卡斯蒂利亚-莱昂萨莫拉省的一个市镇。 总面积57平方公里，总人口661人（2001年），人口密度12人/平方公里。